# Colobomatus gymnoscopeli
Colobomatus gymnoscopeli is een eenoogkreeftjessoort uit de familie van de Philichthyidae. De wetenschappelijke naam van de soort is voor het eerst geldig gepubliceerd in 1978 door Grabda & Linkowski.